# Мохамед Обаид
Моха́мед Обаи́д аз-Захири́ (род. 1 августа 1967, ОАЭ) — футболист из ОАЭ, защитник. В 1984—2000 годах выступал за сборную ОАЭ, за которую сыграл 26 матчей и забил 2 гола. Участник Кубка конфедераций 1997, на котором, 17 декабря 1997 года в матче со сборной Чехии забил гол в свои ворота, а его команда проиграла 1:6. 